# أوسيلوكوكسينيوم
أوسيلوكوكسينيوم (بالانجليزية: Oscillococcinum) (أو Oscillo).  هو مستحضر علاجي يتم تسويقه للتخفيف من الأعراض الشبيهة بالإنفلونزا، على الرغم من أنه لا يقدم أي فائدة تتجاوز تلك دواء وهمي.

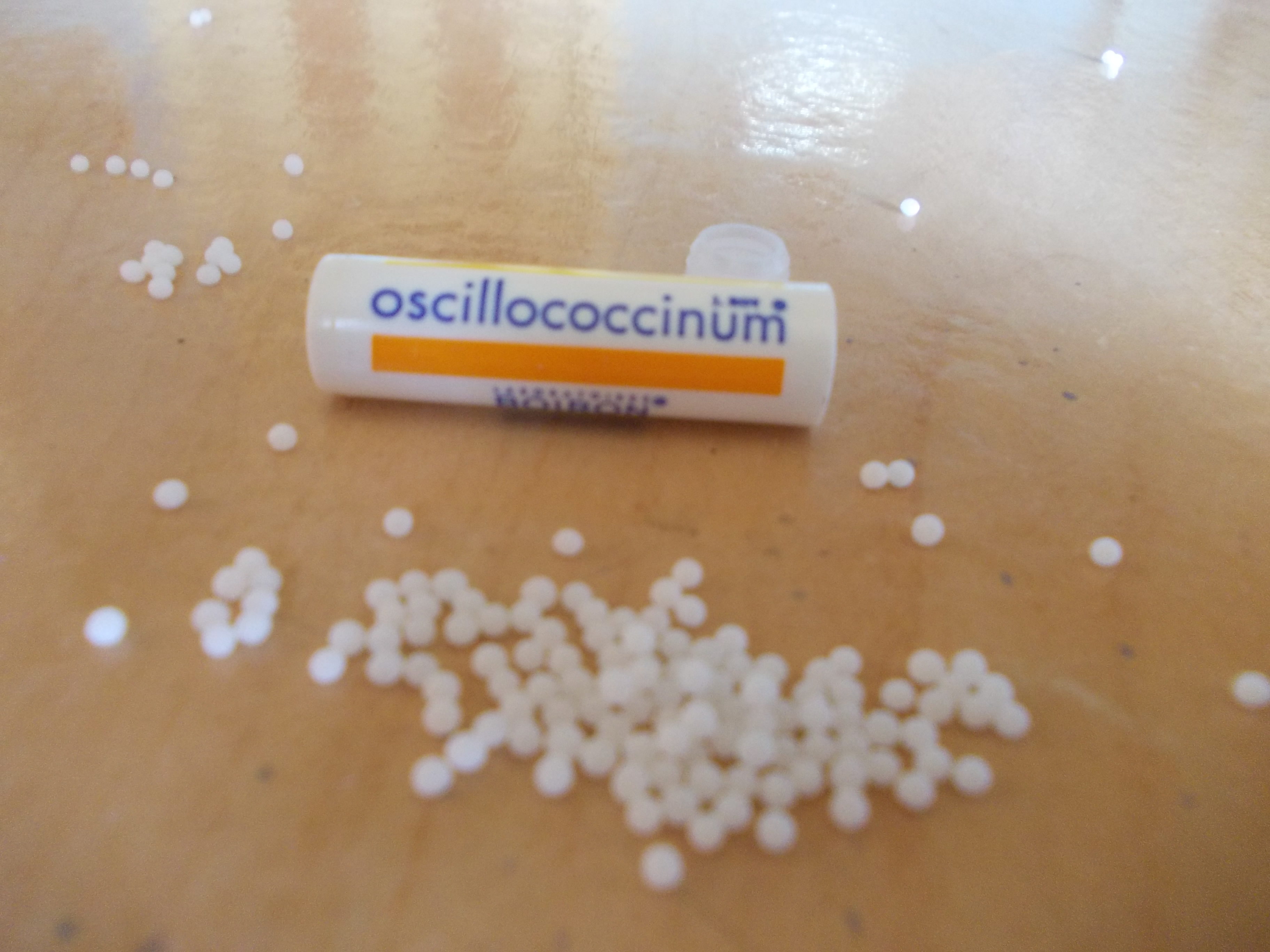
أوسيلوكوكسينيوم

يتم الترويج Oscillococcinum وفقًا لمبدأ المعالجة المثلية: (العلاج بالمواد الطبيعية) غير المثبت والذي يقول «مثل علاجات مثل»، وأن المرض يمكن علاجه بكميات صغيرة من المادة التي تسبب أعراضًا مماثلة.  
Boiron هي الشركة المصنعة الوحيدة. يستخدم Oscillococcinum في أكثر من 50 دولة، ويحظى بشعبية خاصة في فرنسا، ويتم إنتاجه منذ أكثر من 65 عامًا.
تم اقتراح Oscillococcinum في الأصل من قبل الطبيب الفرنسي جوزيف روي على أساس تعريفه الخاطئ للبكتيريا المتذبذبة المفترضة التي سماها مذبذبة في ضحايا وباء الأنفلونزا الإسبانية في 1917-1918 قال روي إنه رأى نفس البكتيريا في مرضى السرطان، واقترح تحضيرًا للطب المثلي (زعم أنه عزله في بطة) كعلاج للإنفلونزا الإسبانية  قال روي إن الميكروبات التي رآها لم تتم ملاحظتها بشكل مستقل من قبل أي باحث آخر بالإضافة إلى ذلك، من المعروف الآن أن الأنفلونزا سببها فيروس وليس عن بكتيريا.
المستحضر مشتق من كبد البط وقلبه، المخفف إلى 200 درجة مئوية - نسبة جزء واحد من فضلات البط إلى 10400 جزء من الماء. يدعي المعالجون المثليون (المعالجون بالمواد الطبيعية) أن الجزيئات تترك «بصمة» في التخفيف الذي يسبب تأثيرًا شافيًا على الجسم لا يوجد دليل يدعم هذه الآلية أو الفعالية بخلاف العلاج الوهمي.

## الأصل والتاريخ
صاغ الطبيب الفرنسي جوزيف روي (1891–1978) كلمة أوسيلوكوكسينيوم في كتابه عام 1925 نحو المعرفة وعلاج السرطان.  كتب روي أنه أثناء أداء الخدمة العسكرية أثناء وباء الإنفلونزا الإسبانية عام 1917 لاحظ وجود بكتيريا متذبذبة في دماء ضحايا الإنفلونزا، والتي أطلق عليها اسم أوسيلوكوكسينيوم.
ادعى روي لاحقًا أنه لاحظ وجود الميكروب في دم المرضى المصابين بأمراض فيروسية مثل الهربس وجدري الماء والهربس النطاقي واعتقد أنه العامل المسبب لأمراض متنوعة مثل الإكزيما والروماتيزم والسل والحصبة والسرطان، بحث روي عن «البكتيريا» في العديد من الحيوانات حتى شعر أنه وجدها في كبد بطة معتقدًا أنه اكتشفه أيضًا في دم مرضى السرطان، فقد حاول علاجًا يشبه اللقاح عليهم والذي لم ينجح..
لم يلاحظ باحث آخر الميكروب بشكل مستقل من قبل ولا يزال من غير الواضح ما الذي رآه روي بالفعل إن وجد. علاوة على ذلك، دحضت العلوم الطبية منذ ذلك الحين نظرية روي حول «الجراثيم العالمية»: الروماتيزم، على سبيل المثال لا تسببه البكتيريا، والحصبة ناتجة عن فيروس صغير جدًا لدرجة أن روي لم يلاحظه في مجهره البصري.
يتم إنشاء المستحضر الحديث من قلب وكبد بطة المسكوفي (انظر قسم التحضير للحصول على التفاصيل).
في فرنسا تم حظر بيع جميع المنتجات المصنعة وفقًا لمبدأ Korsakovian للتخفيف حتى عام 1992، باستثناء Oscillo وذلك. بفضل إجراء خاص تم إجراؤه لذلك اعتبارًا من عام 2000 كان Oscillococcinum واحدًا من أفضل عشرة أدوية مبيعًا في فرنسا وتم نشره على نطاق واسع في وسائل الإعلام وكان يوصف لكل من الأنفلونزا ونزلات البرد. اعتبارًا من عام 2008 بلغ إجمالي المبيعات في الولايات المتحدة 15 مليون دولار أمريكيسنويًا كما تبيع Oscillo على نطاق واسع في أوروبا.

## التحضير
يتم سرد مكونات أنبوب غرام واحد من أوسيلوكوكسينيوم على النحو التالي:
المادة الفعالة: Anas Barbariae Hepatis et Cordis Extractum (مستخلص من كبد البط المسكوفي والقلب) 200CK HPUS 1 × 10−400 غم.وهي أقل بكثير من كتلة البروتون (1.67 × 10−24 جم).
المادة غير الفعالة: 0.85 غم سكروز 0.15 غم لاكتوز (100٪ سكر).
يشير 200CK إلى أن المستحضر يستلزم سلسلة من 200 تخفيف من المكون الأولي، وهو مستخلص من قلب وكبد بطة. مسكوفي  تتضمن كل خطوة تخفيف بنسبة 1: 100، حيث يحتوي الخليط الأول على 1٪ من المستخلص، والثاني يحتوي على 1٪ من الخليط الأول. يشير K إلى أنه تم تحضيره بواسطة طريقة Korsakovian، حيث بدلاً من 1٪ من المستحضر الذي يتم قياسه في كل مرحلة ثم تخفيفه، يتم تفريغ وعاء واحد بشكل متكرر وإعادة تعبئته ورجه بقوة (في مصطلحات المعالجة بالمواد الطبيعية (المثلية) «تمتص») ومن المفترض أن يبقى 1٪ في السفينة في كل مرة.يعتبر التخفيف 200C شديدًا لدرجة أن الحبة النهائية لا تحتوي على أي من المواد الأصلية.
يعتبر أوسيلوكوكسينيوم غير ضار بشكل عام عندما سُئلت المتحدثة باسم Boiron (الشركة التي تصنع) جينا كيسي عما إذا كان المنتج المصنوع من قلب وكبد البط آمنًا أجابت: "بالطبع إنه آمن. لا يوجد شيء فيه.""

## الفعالية
لا يوجد دليل علمي مقنع على أن Oscillococcinum له أي تأثير يتجاوز العلاج الوهمي لا يوجد أي من مكوناته الفعالة في جرعة من المنتج النهائي.ولا يوجد أي دليل موثوق على أن كبد البط فعال في تخفيف (أو التسبب) في أعراض الأنفلونزا في المقام الأول يدعي المعالجون بالمواد الطبيعية أن الجزيئات المخففة تترك «بصمة» في العلاج ولكن لا توجد آلية معروفة لكيفية حدوث ذلك. تعتبر المعالجة بالمواد الطبيعية ككل علمًا زائفًا.
كما يوضح روبرت (Robert L. Park) ناقد الطب البديل فإن بعض خصائص الإنفلونزا قد توحي بأن Oscillococcinum يعمل نظرًا لأن الأنفلونزا تزول عادةً من تلقاء نفسها في عدد متغير من الأيام، فإن المسار الطبيعي للمرض هو مصدر محتمل للخطأ في تقييم فعالية أي تدخل: إذا تناول المرء أي دواء ثم اختفت الأنفلونزا فهناك  هو ميل إلى عزو هذا إلى الدواء على الرغم من أن العدوى كانت ستحل على أي حال. وهو مثال على المغالطة غير الرسمية التي حدثت بعد الأمر المخصص  قد يعزو الشخص الذي يتغلب على سلالة خفيفة من الأنفلونزا الخفة إلى فعالية تحضير المعالجة المثلية وليس إلى حقيقة أنها كانت سلالة خفيفة وقد يوصي بها لأشخاص آخرين مما يؤدي إلى انتشار شعبيتها.  كما أن التفسير الأكثر ترجيحًا لفعاليته مع أعراض الأنفلونزا هو أن المرضى يخطئون في تشخيص أعراض عدة أمراض فيروسية الأنف أو الحساسية لمئات المواد، وينسبونها إلى عدوى أنفلونزا لا يعانون منها.
لخصت مراجعة أجريت عام 2005 عن علاجات الإنفلونزا (لقاح، دواء، معالجة المثلية) إلى أن شعبية المذبذبات في فرنسا.لم تكن مدعومة بأي دليل على فعاليتها في استعراض عام 2007 لا يمكن إثبات فعالية العلاجات غير السائدة ضد الأنفلونزا الموسمية بما لا يدع مجالاً للشك ووجد أن الأدلة قليلة ومحدودة بسبب أحجام العينات الصغيرة، أو الجودة المنهجية المنخفضة أو أحجام التأثير غير الملائمة سريريًا" وأن النتائج تعززت باستخدام الأساليب التقليدية لعلاج الأنفلونزا.
وجدت مراجعة كوكرين (Cochrane) المنشورة في ديسمبر 2015 أنه لا توجد أدلة كافية للتوصل إلى استنتاج حول ما إذا كانت المذبذبات مفيدة للإنفلونزا.

## الادعاءات والنقد
قدمت المنظمات التعليمية غير الهادفة للربح مركز الاستفسار بالإنجليزية: (Center for Inquiry (CFI ولجنة التحقيق المتشكك
Committee for Skeptical Inquiry (CSI
التماسًا إلى إدارة الغذاء والدواء الأمريكية (FDA) وانتقدت شركة Boiron لوضعها المضلل والإعلان عن Oscillococcinum.  "يشتكي أحد العرائض من أن عبوة Boiron الخاصة بـ Oscillococcinum تسرد العنصر النشط المزعوم - كبد البط والقلب - . وتشكو عريضة أخرى من أن إعلان Boiron على الويب لهذا المنتج يعني ضمناً أنها حصلت على موافقة إدارة الغذاء والدواء. أكد رونالد ليندسي رئيس CFI و CSI والرئيس التنفيذي أنه "إذا كانت Boiron ستبيع زيت الأفعى، فإن أقل ما يمكنهم فعله هو استخدام اللغة الإنجليزية على ملصقاتهم."
تم رفع دعوى جماعية ضد Boiron نيابة عن «جميع سكان كاليفورنيا الذين اشتروا Oscillo في أي وقت خلال السنوات الأربع الماضية».  اتهمت الدعوى القضائية Boiron «بالإعلان الكاذب عن أن Oscillo لديه القدرة على علاج الأنفلونزا لأنه يحتوي على عنصر نشط تدعي أنه تم إثبات قدرته على التخلص من أعراض الأنفلونزا في 48 ساعة».  كما نصت الدعوى القضائية على أن العنصر النشط المذكور في Oscillococcinum (Oscillo) «هو في الواقع كبد البط المسكوفي والقلب... وليس له جودة طبية معروفة.».  عدة تغييرات في تسويقها للمنتج. تضمنت هذه التغييرات إضافة إلى إشعارات التغليف الخاصة بهم مثل «لم يتم تقييم هذه الاستخدامات من قبل إدارة الغذاء والدواء» و «C و K و CK و X هي تخفيفات المعالجة المثلية.»
منذ عام 2011 تم رفع دعاوى قضائية جماعية على الأقل نيابة عن العملاء الذين اشتروا Oscillococcinum ضد Boiron في الولايات المتحدة، بدعوى أن Boiron تعلن كذباً أن Oscillo لديه القدرة على علاج الأنفلونزا. تم التوصل إلى تسوية مقترحة في أغسطس 2012. بينما تم الطعن في التسوية في محكمة الاستئناف الأمريكية للدائرة التاسعة من قبل عضو من الفئة عارض التسوية في 24 فبراير 2015 أصدرت الدائرة التاسعة قرارًا يؤيد الموافقة على تسوية الدعوى الجماعية.
تم رفض تهديدات Boiron القانونية ضد Samuele Riva لكتابته انتقادات على موقعه على الويب من قبل شركة استضافة الويب الخاصة به ووصفت الكارثة بأنها تنتج تأثير Streisand ضد Boiron.